# Trémonzey
Trémonzey là một xã ở tỉnh Vosges, vùng Grand Est, Pháp. Xã này có diện tích 9,07 kilômét vuông dân số năm 1999 là 238 người. Xã này nằm ở khu vực có độ cao trung bình 372 m trên mực nước biển. 
Người dân địa phương danh xưng tiếng Pháp là Trémonzéens.

## Biến động dân số
| 1962                                         | 1968 | 1975 | 1982 | 1990 | 1999 |
| -------------------------------------------- | ---- | ---- | ---- | ---- | ---- |
| 236                                          | 285  | 252  | 277  | 259  | 238  |
| Số liệu từ năm 1962: Dân số không tính trùng |      |      |      |      |      |